# Schlüsselkraftversicherung
Die Schlüsselkraftversicherung (in der Versicherungswirtschaft auch keyman-Police genannt) ist eine Lebensversicherung, die ein Unternehmen auf das Leben einer Schlüsselkraft – regelmäßig ein Arbeitnehmer – abschließt. Versicherungsnehmer und bezugsberechtigt ist das Unternehmen. Insoweit bestehen Parallelen zur sogenannten Teilhaberversicherung.
Der Zweck einer Schlüsselkraftversicherung liegt in der Vermeidung von Liquiditätsengpässen bzw. gar wirtschaftlicher Not des Unternehmens im Falle des unverhofften Ablebens der Schlüsselkraft. Die Ressourcen der Schlüsselkraft (know how, Ideenreichtum) können den Großteil des Wertes des Unternehmens ausmachen, weshalb die Notwendigkeit einer Absicherung naheliegen kann. Aus diesem Grund charakterisiert die Versicherung den Leistungsinhalt einer Spitzenkraftversicherung. Die Schlüsselkraftversicherung schützt mithin das Unternehmen selbst, nicht die Schlüsselkraft. Die bei Tod der Schlüsselkraft bereitgestellten Mittel werden verwendet, um adäquaten Ersatz (soweit dies möglich ist) zu finden. 
Ob Schlüsselkraft in diesem Sinne auch der GGF einer Kapitalgesellschaft sein kann, ist umstritten, wird aber angenommen, wenn starke finanzielle Einbußen zu erwarten sind, weil der GGF über umfassende qualifizierte Kenntnisse verfügt.

## Steuerliche Behandlung beim Unternehmen
Die Beiträge zu einer Schlüsselkraftversicherung sind Betriebsausgaben, wenn die oben genannten Voraussetzungen erfüllt sind. Keine Betriebsausgabe sind Beiträge zu Schlüsselkraftversicherungen dann, wenn sie auf einen Gesellschafter oder den Betriebsinhaber selbst, statt auf einen Arbeitnehmer abgeschlossen werden. In diesen Fällen fehlt es grundsätzlich an der betrieblichen Veranlassung des Schutzzwecks. Eine Rückausnahme können auf einen Gesellschafter-Geschäftsführer (GGF) einer Kapitalgesellschaft (z. B.: GmbH) abgeschlossene Versicherungen darstellen, da GGF selbst steuerrechtlich betrachtet Arbeitnehmer sind, was ihre Berechtigung zur betrieblichen Altersversorgung zeigt. Hier sind allerdings zwingend Abstimmungen mit dem Betriebsstättenfinanzamt vorzunehmen.
Der Leistungsanspruch aus der Schlüsselkraftversicherung ist von bilanzierenden Unternehmen regelmäßig mit dem geschäftsplanmäßigen Deckungskapital bzw. bei bestimmten Fällen, dem Zeitwert der Versicherung gemäß § 176 Abs. 3 VVG (Versicherungsvertragsgesetz) zu aktivieren (Vermögen / Mittelverwendung). Bei nicht bilanzierenden Unternehmen wird steuerlich auf den Zeitpunkt der Leistungsvereinnahmung abgestellt (Absetzung der Beiträge als Betriebsausgabe).

## Steuerliche Behandlung bei der Schlüsselkraft
Da die versicherte Schlüsselkraft nicht von den Leistungen profitiert, stellen bei ihr respektive ihren Hinterbliebenen weder die Beiträge noch die Versicherungsleistungen einen steuerlich relevanten Tatbestand dar.

## Erbschaftsteuer
Leistungen aus Schlüsselkraftversicherungen unterfallen nicht der Erbschaftsteuer, da die Leistungen an den Versicherungsnehmer erbracht werden.